# 1722

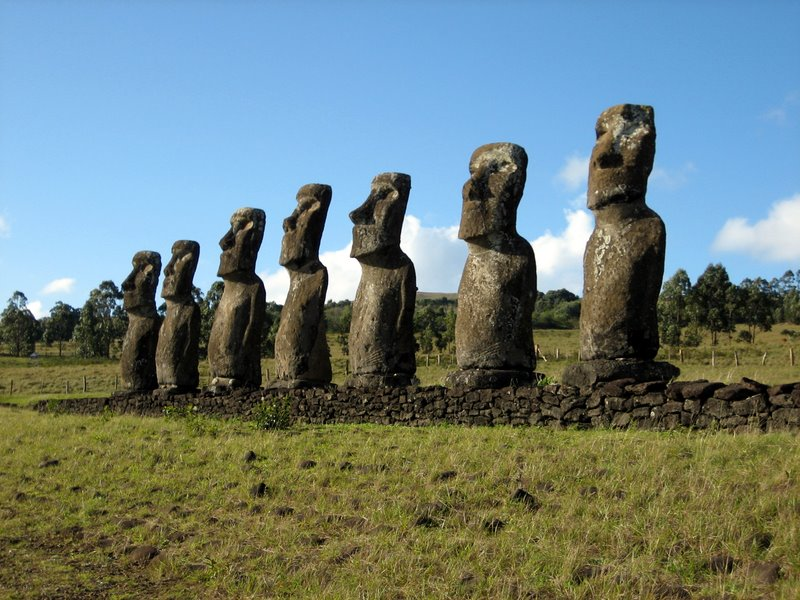
Paaseiland

Het jaar 1722 is het 22e jaar in de 18e eeuw volgens de christelijke jaartelling.

## Gebeurtenissen
februari
- 6 - Johan Vegelin van Claerbergen volgt zijn schoonvader Allard van Burum op als grietman van Doniawerstal.
- 13 - Vorst Frederik Willem Adolf van Nassau-Siegen wordt opgevolgd door zijn zoon Frederik Willem II. Vanwege zijn minderjarigheid staat Frederik Willem II tot 1727 onder regentschap van zijn stiefmoeder Amalia Louise van Koerland.

april
- 5 - Paaszondag - een Hollandse expeditie onder leiding van commandeur Jacob Roggeveen ontdekt Paaseiland.
- 12 - In Batavia worden de Indo-Nederlander Pieter Erberveld en een aantal inlanders terechtgesteld wegens een complot tegen de blanke inwoners van de stad.
- 19 tot 28 - Piraten bezetten het VOC-fort Lijdzaamheid op de Afrikaanse oostkust.

mei
- 12 - Vanuit Bergen (Noorwegen) vertrekt de Deense zendeling Hans Egede naar Groenland om het contact met de oud-Noorse kolonisten te herstellen.

juli
- 3 - De Deense zendeling Hans Egede komt aan op Groenland In plaats van oud-Noorse kolonisten treft hij het inheemse volk van de Kalaallit aan, in wier gemeenschap hij zich als predikant vestigt.

zonder datum
- Na elf jaar erkent het Turkse hof de Qaramanli als de rechtmatige vorsten van Tripolitanië (Libië).
- De Saksische graaf Nikolaus von Zinzendorf sticht op zijn landgoed een gemeenschap van vervolgde piëtistische christenen. Hieruit ontstaat de Moravische broederschap.
- Tsaar Peter de Grote richt in Rusland de procuratura op.

## Muziek
- De Venetiaanse componist Tomaso Albinoni schrijft in Amsterdam zijn 12 concerti a cinque, Opus 9
- François Couperin componeert Concerts royaux
- Georg Philipp Telemann schrijft de opera Der Sieg der Schönheit

## Beeldende kunst

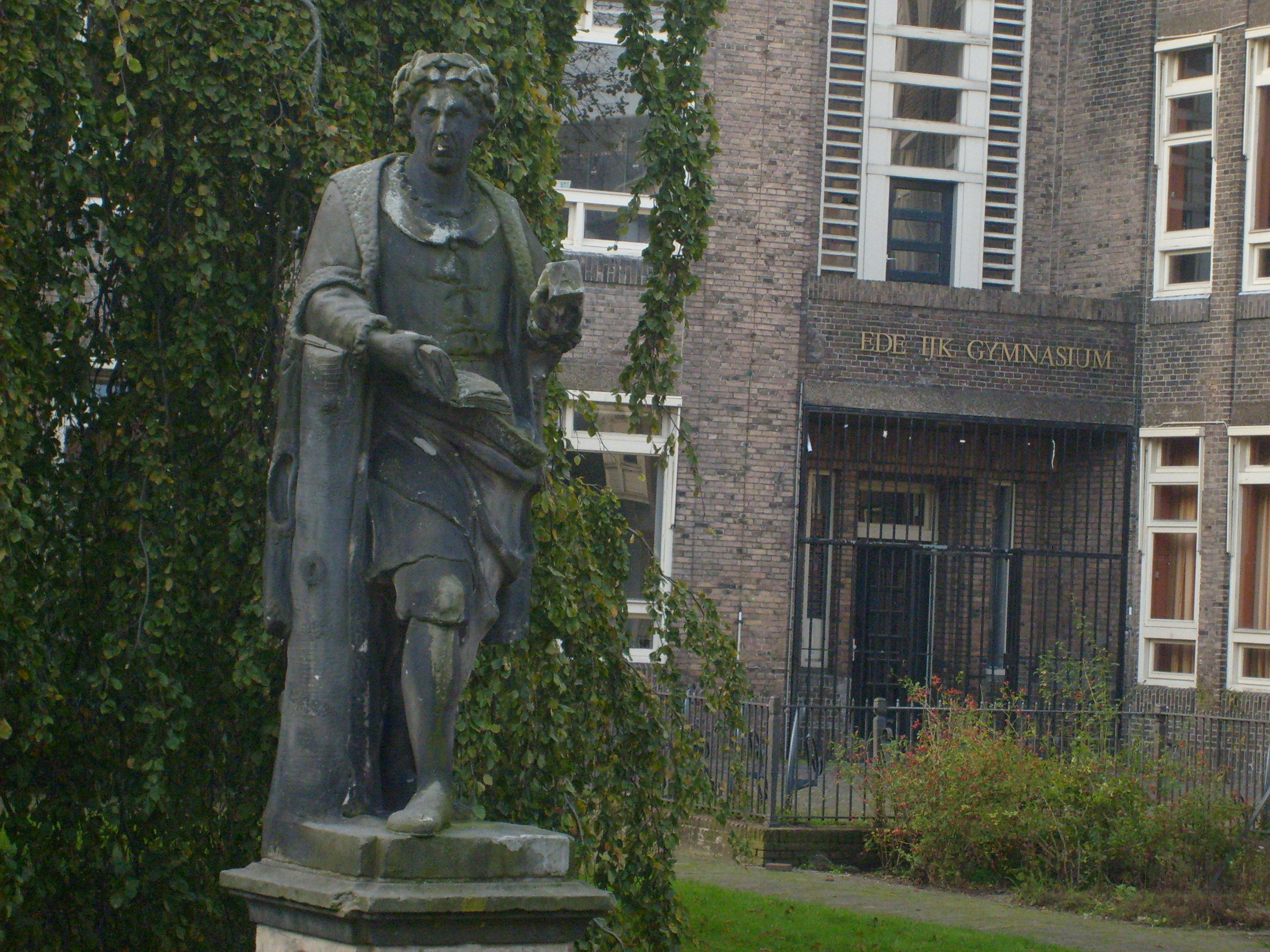
Laurens Janszoon Coster (1722) Gerrit van Heerstal

## Bouwkunst

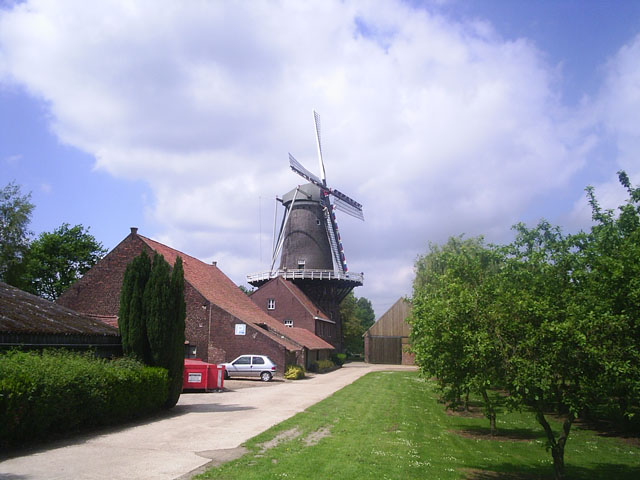
Hompesche Molen, Stevensweert (1722)
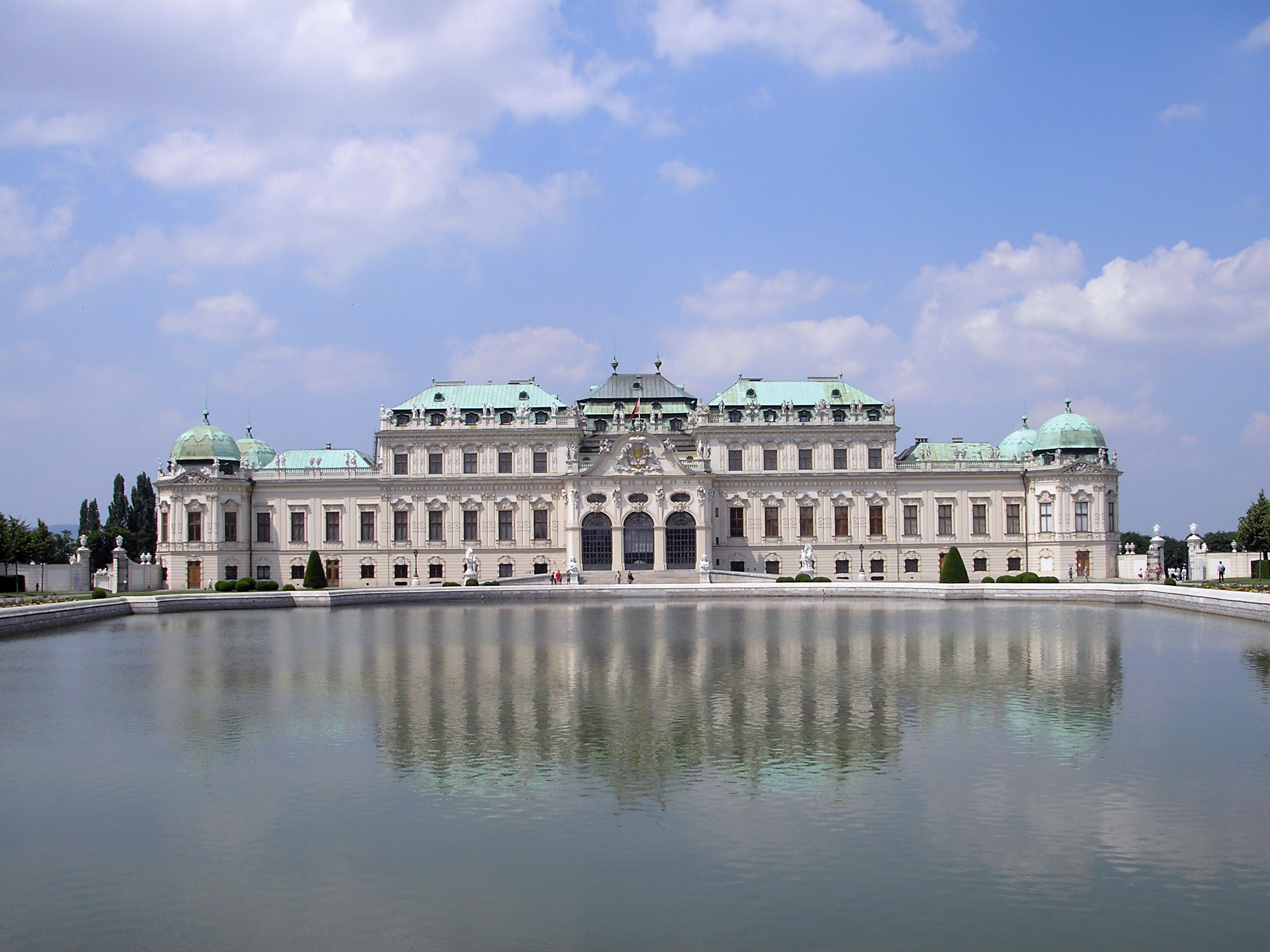
Oberes Bevedere, Wenen, Johann Lukas von Hildebrandt (1722)

## Geboren
mei
- 11 - Petrus Camper, Nederlands arts, anatoom, fysioloog, verloskundige, zoöloog, antropoloog en paleontoloog (overleden 1789)
- 23 - Anton Čebej, Sloveens kunstschilder (overleden 1774)

juni
- 30 - Georg Benda, Tsjechisch componist, klavecinist, violist en hoboïst (overleden 1795)

augustus
- 9 - August Willem van Pruisen, prins van Pruisen (overleden 1758)

september
- 5 - Frederik Christiaan van Saksen, keurvorst van Saksen (overleden 1763)

onbekende datum
- Flora MacDonald, heldin van de Schotse jacobieten (overleden 1790)

## Overleden
februari
- 13 - Frederik Willem Adolf van Nassau-Siegen (41), vorst van Nassau-Siegen

mei
- 4 - Claude Gillot (49), Frans schilder, etser en decorateur

juni
- 5 - Johann Kuhnau (62), Duits componist, organist en klavecinist
- 16 - John Churchill (72), 1e hertog van Marlborough, Engels veldheer

november
- 24 - Johann Adam Reincken (78), Nederlands-Duits componist, organist en gambaspeler